# Fazenda Santa Eudóxia
A Fazenda Santa Eudóxia é uma propriedade histórica do século XIX, localizada no distrito de Santa Eudóxia, município de São Carlos, no estado de São Paulo. Tombada pelo CONDEPHAAT (1985) e pela Fundação Pró-Memória de São Carlos (2012).

## Histórico
A Fazenda Santa Eudóxia foi fundada nas terras da antigas sesmaria de Eleutério Furquim de Campos. Em 1869, pelo intermédio de Jesuíno de Arruda, foi adquirida pelo coronel Francisco da Cunha Bueno e seu genro e sobrinho, Alfredo Ellis, que iniciaram a plantação de café e se tornaram grandes latifundiários e pioneiros deste cultivo na região de Mogi-Guaçu.
A sede foi construída por volta de 1874, mesmo momento em que se iniciou a plantação de café no local, tornando-a uma das fazendas mais produtivas no sertão de Mogi-Guaçu.
A fazenda foi a maior produtora de café da região no final do século XIX. Em 1897, chegou a produzir cerca de sessenta mil arrobas, conseguindo a mesma proeza em 1899. Em 1905, possuía em torno de um milhão de pés de café.
Antes da ferrovia chegar até São Carlos, a produção era transportada via rio, o Mogi-Guaçu, até Porto Ferreira, que já possuía uma estação ferroviária. Quando São Carlos teve sua estação implementada, a produção passou a ser escoada por lá e, entre 1892 e 1893, foi finalmente inaugurado um ramo ferroviário em Santa Eudóxia.
A estação de Santa Eudóxia foi aberta dentro da Fazenda Santa Eudóxia e inicialmente transportava café, sendo posteriormente utilizada para carregar gado, algodão e leite. Em 1898, também foi utilizada para transportar dois bandidos que se encontravam escondidos na Fazenda Santa Eudóxia e eram acusados de roubo e assassinato. A estação ficou em atividade até 1962.
Cunha Bueno veio a falecer em 1903 e, na década de 1920, por problemas financeiros, Alfredo Ellis transferiu a fazenda para uma companhia inglesa.
A fazenda recebeu o nome de Santa Eudóxia em homenagem à esposa de Cunha Bueno, Eudóxia Henriqueta de Oliveira, morta por envenenamento alguns anos antes. Segundo a família, foi uma vingança de uma escrava.

## Mão-de-obra escravizada
Em relação à mão-de-obra escravizada que era utilizada por ele e pelos demais produtores de café no Brasil,
| “ | (...) O Rio de Janeiro era o principal destino dos escravocratas, entre eles, o Conde do Pinhal, para a realização desses negócios, pois, o tráfico interprovincial tornou-se a alternativa mais viável para se manter a escravidão com a proibição do tráfico negreiro. Recorrer a essa prática era de extrema importância para os escravocratas na manutenção dessa mão-de-obra que era à base do trabalho e do desenvolvimento das fazendas de São Carlos. (...) os escravos se faziam muito necessários e eram o principal recurso de mão-de-obra. Moravam nas senzalas, que eram típicos salões sem divisórias e sem janelas, e costumavam ser divididos por gêneros, ou seja, separavam-se os homens das mulheres e das crianças. A alimentação, como já mencionado se dava principalmente por meio do feijão e do angu. Recorrer ao tráfico interprovincial tendo o Rio de Janeiro como escoamento dessa mercadoria permitiu a manutenção e o abastecimento da região de São Carlos por algum tempo. | ” |
|   | |   |

## Conjunto Arquitetônico
A sede da fazenda foi construída na segunda metade do século XIX e se localiza na encosta de um morro. Possui fundações de pedra e estrutura de pau a pique. Em consequência da irregularidade do terreno, foi edificada na elevação frontal e térrea na posterior, sobre arrimo de pedra. Sofreu algumas alterações como o acréscimo de divisórias internas, fechamento de portas e aberturas de janelas.
A edificação mescla os estilos paulista e mineiro. Do paulista está a localização próxima a cursos d'água, ter sido construída em meia encosta e o porão com suas janelas gradeadas. Do estilo mineiro, tem a simplicidade na estrutura e poucos ornamentos. 
A fachada assobradada possui um alpendre de madeira, enquanto ao fundo estão os jardins, área que era de uso exclusivo dos proprietários. As senzalas ficavam no porão da casa sede.
Com relação à tulha, era feita de alvenaria de pedra, possuía um formato retangular com grandes proporções e muitas janelas e portas. Também tinha uma instalação de passarela, trilhos para vagonete de transporte. Sua construção também remonta ao final do século XIX.
Estima-se que as residências dos imigrantes foram construídas em torno de 1885 e foram erguidas uma ao lado da outra, como forma de aproveitar o terreno.
A capela foi projetada em uma planta retangular, possuía uma torre sineira, porém esta torre desmoronou no final do século XX.

## Patrimônio histórico
Entre 2002 e 2003, a Fundação Pró-Memória de São Carlos (FPMSC), órgão da prefeitura, fez um primeiro levantamento (não-publicado) dos "imóveis de interesse histórico" (IDIH) da cidade de São Carlos, abrangendo cerca de 160 quarteirões, tendo sido analisados mais de 3 mil imóveis. Destes, 1.410 possuíam arquitetura original do final do século XIX. Entre estes, 150 conservavam suas características originais, 479 tinham alterações significativas, e 817 estavam bastante descaracterizados. O nome das categorias das edificações constantes na lista alterou-se ao longo dos anos.

A edificação de que trata este verbete consta como "Edifício tombado" (categoria 1) no inventário de bens patrimoniais do município de São Carlos, publicado em 2021 pela Fundação Pró-Memória de São Carlos (FPMSC), órgão público municipal responsável por "preservar e difundir o patrimônio histórico e cultural do Município de São Carlos". A referida designação de patrimônio foi publicada no Diário Oficial do Município de São Carlos nº 1722, de 09 de março de 2021, nas páginas 10 e 11. De modo que consta da poligonal histórica delimitada pela referida Fundação, que "compreende a malha urbana de São Carlos da década de 40". A poligonal é apresentada em mapa publicado em seu site, onde há a indicação de bens em processo de tombamento ou já tombados pelo Condephaat (órgão estadual), bens tombados na esfera municipal e imóveis protegidos pela municipalidade (FPMSC).
| “ | Categoria 1: são edificações tombadas em quaisquer níveis (municipal, estadual ou federal) e inscritas no Inventário de Bens Patrimoniais do Município, sendo proibida a demolição e permitidas ou não reformas, desde que seguidas as orientações específicas do processo de tombamento e da aprovação do projeto pela Prefeitura Municipal, pela entidade e conselho municipal de defesa do patrimônio, e demais órgãos competentes, federais, estaduais e/ou municipais. | ” |
|   | |   |

A Fazenda Santa Eudóxia foi tombada por:
- CONDEPHAAT – Conselho de Defesa do Patrimônio Histórico, Arqueológico, Artístico e Turístico Número do Processo: 21726/81  Resolução de Tombamento: Resolução 61, de 04/11/1985  Publicação do Diário Oficial: D.O.E., Seção 1, 07/11/1985, p. 16 e Poder Executivo, Seção I, 31/03/2011, p. 203  Livro do Tombo Histórico: Nº inscr. 243, p. 65, 21/01/1987
- FPMSC – Fundação Pró-Memória de São Carlos / CONDEPHAASC – Conselho Municipal de Defesa do Patrimônio Histórico, Artístico e Ambiental de São Carlos  Número do Processo: 116/2010  Tombamento Municipal ex-officio: Resolução n° 09, de 19 de setembro de 2012  Publicação do Diário Oficial: 21 de setembro de 2012